# II. Róbert namuri gróf
II. Róbert namuri gróf középkori frank nemesúr, a Német-római Birodalomhoz tartozó Lotaringiai Hercegség területén fekvő Namuri Grófság hűbérura volt.

## Élete
Szülei I. Albert namuri gróf és Ermengarde, Károly alsó-lotaringiai herceg és Adelais de Troyes lánya voltak. Apja halála után, kb. 1010/11-ben örökölte a grófi címet.
Anyja révén I. Lambert leuveni gróf unokaöccse volt, aki Ermengarde testvérének, Gerbergának volt a férje. A "Gesta Episcoporum Cameracensium" feljegyezte, hogy "Rotberdo  Namurcensi comite" elárulta Lambert grófot a Hougaerde-i csata után, amit 1013. október 12-én vívtak II. Baldric Liège püspöke ellen. Lambert gróf a csata után "Herimannum…comitem" fogságába került és csak Róbert anyjának közbenjárására ("Rotbodi…comitis mater") engedték szabadon. Életéről szinte semmilyen információ nem maradt fenn, csak annyit tudunk a "Miracula Sancti Veroni"-ból, hogy Róbert súlyos lázból gyógyult ki, miután Szent Veronus ereklyéihez vitték. II. Szent Henrik 1018-ban kiadott egy oklevelet, amelyben pártfogása alá helyezte a Saint-Jean de Florennes apátságot, amely "in pago et in comitatu Lommensi sitam, cuius nunc comes adest Ratbodus", vagyis Lommegau grófságában, Róbert gróf birtokán volt található.

## Családja és leszármazottai
Feleségére vonatkozóan semmilyen utalás nem maradt fenn, de a "Miracula Sancti Gengulfi" megemlíti, hogy a szent sikeresen meggyógyította Róbert fiát ("filio suo morte gravatu"). Mivel semmilyen más információ nem maradt fenn erről a gyermekről és Róbert halála után öccse, Albert örökölte a grófi címet, ezért feltételezhető, hogy a csodás gyógyulás ellenére fiatalon meghalt a gyermek.